# Chim sâu lưng đỏ
Chim sâu lưng đỏ (danh pháp hai phần: Dicaeum cruentatum) là loài chim thuộc họ Chim sâu. Loài này có ở Bangladesh, Bhutan, Brunei, Campuchia, Trung Quốc, Ấn Độ, Indonesia, Lào, Malaysia, Myanma, Nepal, Singapore, Thái Lan và Việt Nam. Môi trường sống tự nhiên là các khu rừng ẩm thấp nhiệt đới và cận nhiệt đới.

## Hình ảnh

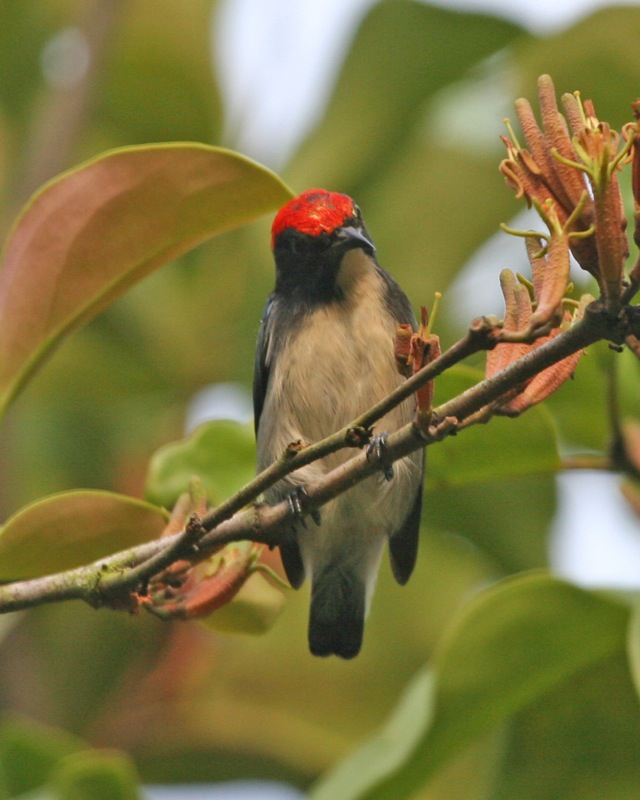
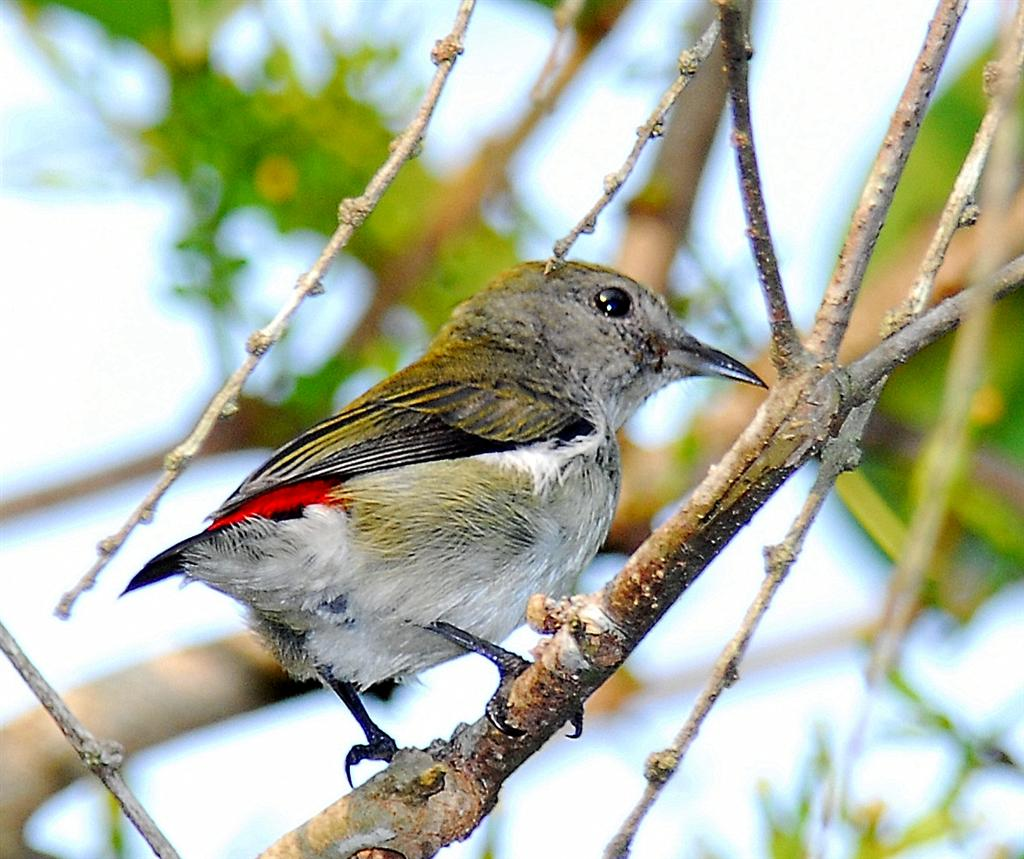
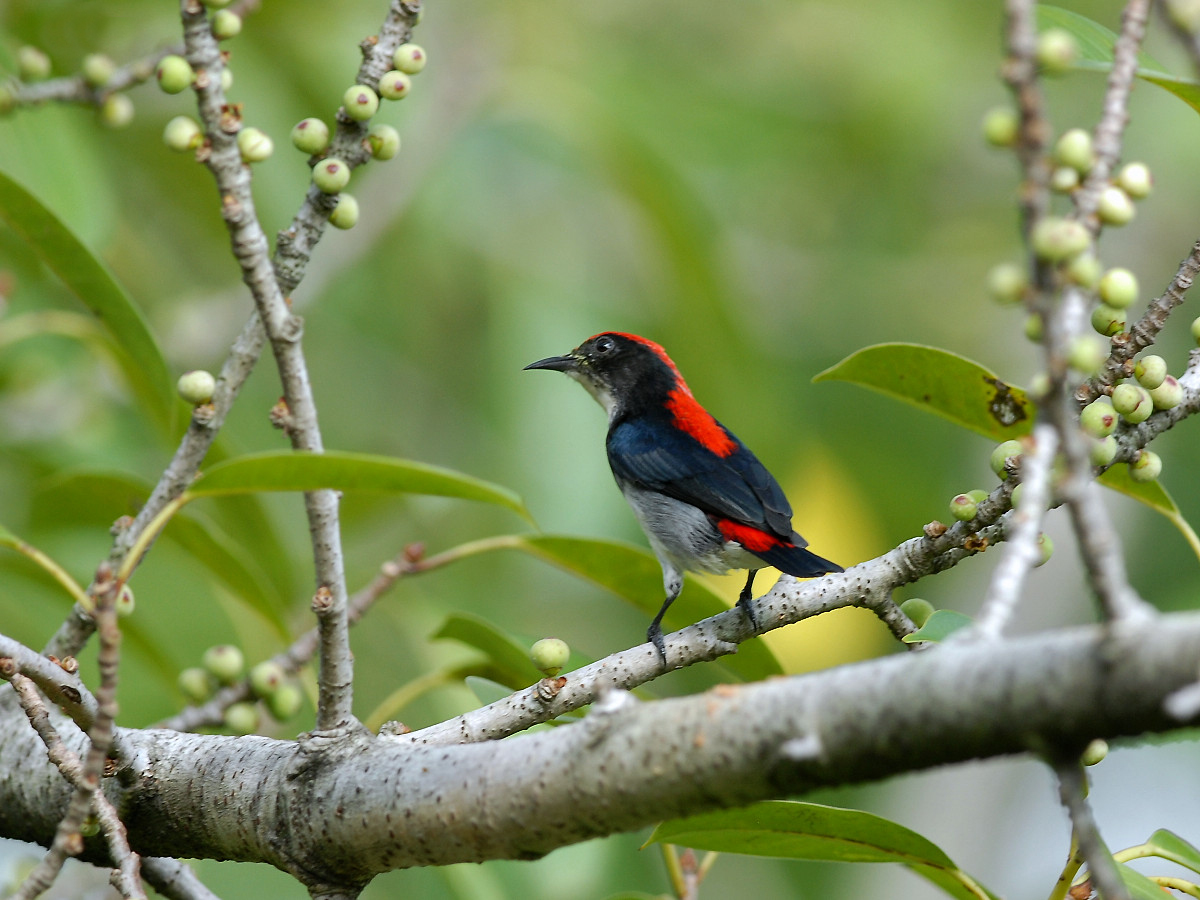
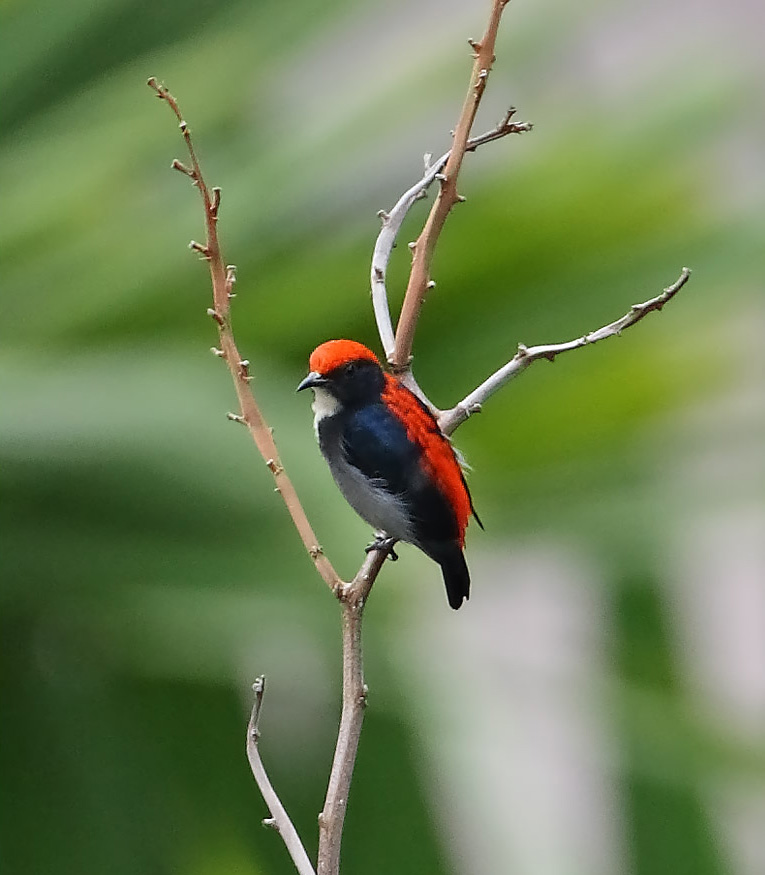